# Song Min-kyu
Song Min-kyu (en coreano: 송민규; Nonsan, Chungcheong del Sur, 12 de septiembre de 1999) es un futbolista surcoreano. Juega de delantero y su equipo es el Jeonbuk Hyundai Motors de la K League 1. Es internacional absoluto por la selección de Corea del Sur desde 2021.

## Selección nacional
Formó parte del plantel que disputó los Juegos Olímpicos de Tokio 2020.
Debutó con la selección de Corea del Sur el 9 de junio de 2021 ante Sri Lanka por la segunda ronda de la clasificación para la Copa Mundial de 2022.
Fue parte del equipo que logró el subcampeonato del Campeonato de Fútbol de Asia Oriental de 2022.
En noviembre de 2022 fue incluido en el plantel de la Copa Mundial de Fútbol de 2022.

### Participaciones en Juegos olímpicos
| Copa                           | Sede  | Resultado        |
| ------------------------------ | ----- | ---------------- |
| Juegos Olímpicos de Tokio 2020 | Japón | Cuartos de final |

### Participaciones en Copas continentales
| Copa                                          | Sede  | Resultado     |
| --------------------------------------------- | ----- | ------------- |
| Campeonato de Fútbol de Asia Oriental de 2022 | Japón | Segundo lugar |

### Participaciones en Copas del Mundo
| Mundial                        | Sede  | Resultado        | Partidos | Goles |
| ------------------------------ | ----- | ---------------- | -------- | ----- |
| Copa Mundial de Fútbol de 2022 | Catar | Octavos de final | 0        | 0     |

### Goles internacionales
| # | Fecha                   | Lugar                                     | Oponente | Gol | Resultado | Competición |
| - | ----------------------- | ----------------------------------------- | -------- | --- | --------- | ----------- |
| 1 | 11 de noviembre de 2022 | Estadio Hwaseong, Hwaseong, Corea del Sur | Islandia | 1-0 | 1-0       | Amistoso    |

## Clubes
| Club                   | País          | Año           |
| ---------------------- | ------------- | ------------- |
| Pohang Steelers        | Corea del Sur | 2018-2021     |
| Jeonbuk Hyundai Motors | Corea del Sur | 2021-presente |

## Palmarés

### Títulos nacionales
| Título                | Club                   | País          | Año  |
| --------------------- | ---------------------- | ------------- | ---- |
| K League 1            | Jeonbuk Hyundai Motors | Corea del Sur | 2021 |
| Copa de Corea del Sur | Jeonbuk Hyundai Motors | Corea del Sur | 2022 |

### Distinciones individuales
| Distinción                           | Año  |
| ------------------------------------ | ---- |
| Jugador Joven del Año de la K League | 2020 |